# Bilice (Šibenik-Knin)
Bilice (Italiaans: Bilizze) is een gemeente in de Kroatische provincie Šibenik-Knin.
Bilice telt 2180 inwoners. De oppervlakte bedraagt 25,67 km², de bevolkingsdichtheid is 84,9 inwoners per km².
Steden (gradovi): Šibenik · Drniš · Knin · Skradin · Vodice

Gemeenten (općine): Bilice · Biskupija · Civljane · Ervenik · Kijevo · Kistanje · Murter-Kornati · Pirovac · Primošten · Promina · Rogoznica · Ružić · Tisno · Tribunj · Unešić